# Morti nel 1976/Dicembre
| Questa pagina contiene informazioni ricavate automaticamente dalle voci biografiche con l'ausilio del template Bio e di un bot. L'aggiornamento è periodico e automatico e ricostruisce completamente la pagina. Se manca una persona in questa lista, sei pregato di non aggiungerla, ma accertati piuttosto che la sua voce biografica contenga il template Bio e che i dati anagrafici siano correttamente compilati. Se il template Bio manca, inseriscilo tu stesso o, in alternativa, metti l'avviso {{tmp\|Bio}} che ne segnala la mancanza. Se i dati riportati sono sbagliati, correggi direttamente la voce biografica; le modifiche saranno visibili in questa lista entro pochi giorni. Per chiarimenti vedi il progetto biografie. La lista contiene solo le 81 persone che sono citate nell'enciclopedia e per le quali è stato implementato correttamente il template Bio. Pagina aggiornata al 3 mar 2024. |

- 2 dicembre - Tommaso Maestrelli, allenatore di calcio, dirigente sportivo e calciatore italiano (n. 1922)
- 2 dicembre - William Tannen, attore statunitense (n. 1911)
- 3 dicembre - Rossano, cantante e attore italiano (n. 1946)
- 3 dicembre - Jacques Carlu, architetto francese (n. 1890)
- 3 dicembre - Alfredo Dinale, ciclista su strada e pistard italiano (n. 1900)
- 3 dicembre - Angelo Iachino, ammiraglio italiano (n. 1889)
- 3 dicembre - Mary Nash, attrice statunitense (n. 1884)
- 3 dicembre - Aleksandr Aleksandrovič Novikov, generale sovietico (n. 1900)
- 3 dicembre - Leo Pestelli, scrittore, linguista e critico cinematografico italiano (n. 1909)
- 4 dicembre - Giuseppe Bertuzzi, calciatore italiano (n. 1906)
- 4 dicembre - Tommy Bolin, chitarrista statunitense (n. 1951)
- 4 dicembre - Benjamin Britten, compositore, direttore d'orchestra e pianista britannico (n. 1913)
- 4 dicembre - Edmondo Della Valle, calciatore italiano (n. 1904)
- 4 dicembre - Clara Horton, attrice statunitense (n. 1904)
- 4 dicembre - Abd Allah bin Abd al-Rahman Al Sa'ud, principe saudita (n. 1893)
- 5 dicembre - Aristide Bonfà, mezzofondista italiano (n. 1907)
- 5 dicembre - Adolph Gregory Schmitt, vescovo cattolico e missionario tedesco (n. 1905)
- 6 dicembre - Contardo Giorgi, aviatore italiano (n. 1938)
- 6 dicembre - João Goulart, avvocato e politico brasiliano
- 6 dicembre - Marcel Leboutte, calciatore belga (n. 1880)
- 7 dicembre - Tancredi Dotta Rosso, politico italiano (n. 1921)
- 8 dicembre - Albert Borschette, diplomatico e politico lussemburghese (n. 1920)
- 8 dicembre - Cathy Downs, attrice statunitense (n. 1926)
- 8 dicembre - Max Janlet, schermidore belga (n. 1903)
- 9 dicembre - Wes Ferrell, giocatore di baseball statunitense (n. 1908)
- 9 dicembre - Oscar Moccia, funzionario e prefetto italiano (n. 1898)
- 9 dicembre - Han van Senus, pallanuotista olandese (n. 1900)
- 10 dicembre - Tullio Abelli, politico italiano (n. 1921)
- 10 dicembre - Harold French Dodge, statistico statunitense (n. 1893)
- 10 dicembre - Nino Martini, tenore e attore italiano (n. 1902)
- 11 dicembre - Ernesto Brivio, imprenditore, politico e dirigente sportivo italiano (n. 1915)
- 11 dicembre - Francesco Merli, tenore italiano (n. 1887)
- 11 dicembre - Elmyr de Hory, pittore ungherese (n. 1906)
- 12 dicembre - Jack Cassidy, attore statunitense (n. 1927)
- 12 dicembre - Vadim Borisovič Šavrov, ingegnere aeronautico e storico sovietico (n. 1898)
- 12 dicembre - Lars Schybergson, calciatore finlandese (n. 1894)
- 13 dicembre - Giovanni Dalmasso, agronomo italiano (n. 1886)
- 13 dicembre - Tigran Gorgiev, compositore di scacchi sovietico (n. 1910)
- 14 dicembre - Donald Menzel, astronomo statunitense (n. 1901)
- 14 dicembre - Prisco Palumbo, poliziotto italiano (n. 1952)
- 14 dicembre - Pietro Vaccari, storico e politico italiano (n. 1880)
- 15 dicembre - Walter Alasia, brigatista italiano (n. 1956)
- 15 dicembre - Ernst Fegté, scenografo tedesco (n. 1900)
- 15 dicembre - Grégoire Kayibanda, politico ruandese (n. 1924)
- 16 dicembre - Amedeo Bocchi, pittore e scultore italiano (n. 1883)
- 17 dicembre - Franz Turchi, giornalista, politico e editore italiano (n. 1893)
- 18 dicembre - Luitpold Dussler, storico dell'arte tedesco (n. 1895)
- 19 dicembre - Giuseppe Caselli, pittore italiano (n. 1893)
- 19 dicembre - Mariano Pierucci, fisico italiano (n. 1893)
- 20 dicembre - Richard J. Daley, politico statunitense (n. 1902)
- 20 dicembre - Hans von Obstfelder, generale tedesco (n. 1886)
- 20 dicembre - Ned Washington, paroliere statunitense (n. 1901)
- 21 dicembre - Charles Coward, militare britannico (n. 1905)
- 21 dicembre - Orazio Fiume, compositore e musicista italiano (n. 1908)
- 21 dicembre - Lorine Livingston Pruette, psicologa e scrittrice statunitense (n. 1896)
- 21 dicembre - Leon Suzin, architetto polacco (n. 1901)
- 22 dicembre - Martín Luis Guzmán, scrittore, giornalista e diplomatico messicano (n. 1887)
- 23 dicembre - Frank Forest, tenore e attore cinematografico statunitense (n. 1896)
- 23 dicembre - Dino Olivetti, ingegnere e imprenditore italiano (n. 1912)
- 24 dicembre - Duarte Nuno di Braganza,  portoghese (n. 1907)
- 25 dicembre - Antonio Bruna, calciatore italiano (n. 1895)
- 25 dicembre - Frankie Darro, attore statunitense (n. 1917)
- 25 dicembre - Irving Lerner, regista e giornalista statunitense (n. 1909)
- 25 dicembre - Conduelo Píriz, calciatore uruguaiano (n. 1904)
- 26 dicembre - Józef Hermanowicz, presbitero, scrittore e poeta bielorusso (n. 1890)
- 27 dicembre - Anders Ahlgren, lottatore svedese (n. 1888)
- 27 dicembre - Herman Doerner, pallanuotista australiano (n. 1914)
- 27 dicembre - Heinrich Mechling, calciatore tedesco (n. 1892)
- 28 dicembre - Manuel Alday, calciatore spagnolo (n. 1917)
- 28 dicembre - Rudolf Berthold, calciatore tedesco (n. 1903)
- 28 dicembre - Katharine Byron, politica statunitense (n. 1903)
- 28 dicembre - Freddie King, chitarrista statunitense (n. 1934)
- 28 dicembre - Alfieri Sacchetti, calciatore italiano (n. 1919)
- 28 dicembre - Raden Ariffien, regista, sceneggiatore e giornalista indonesiano (n. 1902)
- 29 dicembre - Gerald Basil Edwards, scrittore britannico (n. 1899)
- 29 dicembre - Ivo Van Damme, mezzofondista belga (n. 1954)
- 30 dicembre - Giovanni Battista Brusin, storico e archeologo italiano (n. 1883)
- 30 dicembre - Rudi Fischer, pilota automobilistico svizzero (n. 1912)
- 30 dicembre - Ignazio Leone, attore italiano (n. 1923)
- 31 dicembre - Sándor Bortnyik, pittore e disegnatore ungherese (n. 1893)
- 31 dicembre - Luigi Colacicchi, compositore, direttore di coro e etnomusicologo italiano (n. 1900)